# Jayne Ludlow
Jayne Louise Ludlow (Llwynypia, 7 de enero de 1979) es una entrenadora y exfutbolista galesa que jugó principalmente para el Arsenal FC inglés, como centrocampista. 
Comenzó su carrera en el Barry Town, y debutó con la selección galesa en febrero de 1996. Posteriormente pasó por el Millwall Lionesses y el Southampton Saints, ya en Inglaterra, antes de fichar en 2000 por el Arsenal, donde pasó el resto de su carrera y ganó una Liga de Campeones de la UEFA femenina y once ligas. En el verano de 2005 jugó cedida en Estados Unidos, en el New York Magic.
En 2012 dejó la selección galesa, y al año siguiente colgó las botas. Actualmente entrena al Reading FC. 

## Carrera
- Jugadora
  -    Barry Town, Millwall Lionesses, Southampton Saints, Arsenal FC (2000-2013), New York Magic (2005)
- Entrenadora
  -  Reading FC (2013- )